# Lutherkirche (Köln)

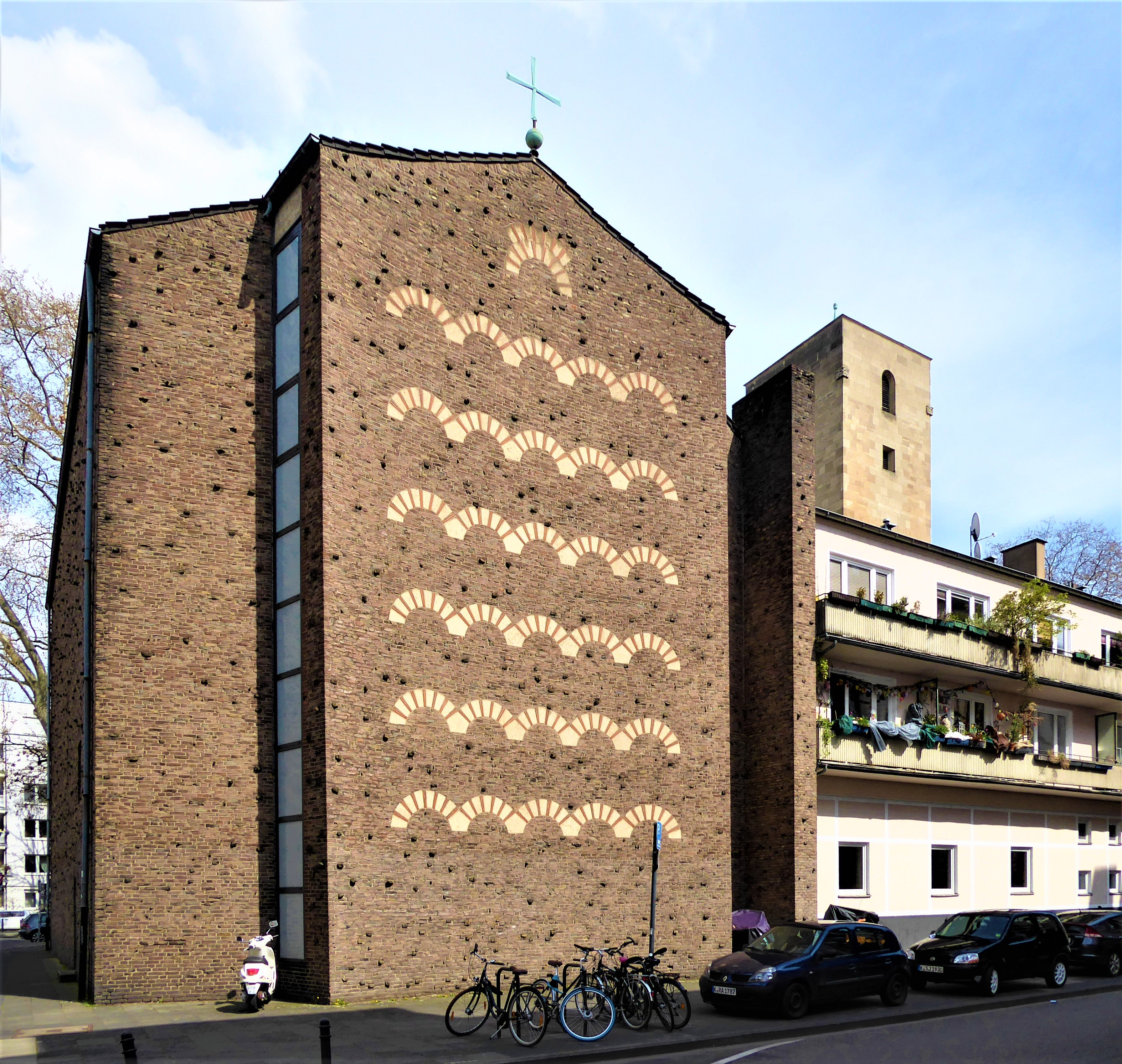
Lutherkirche in Köln

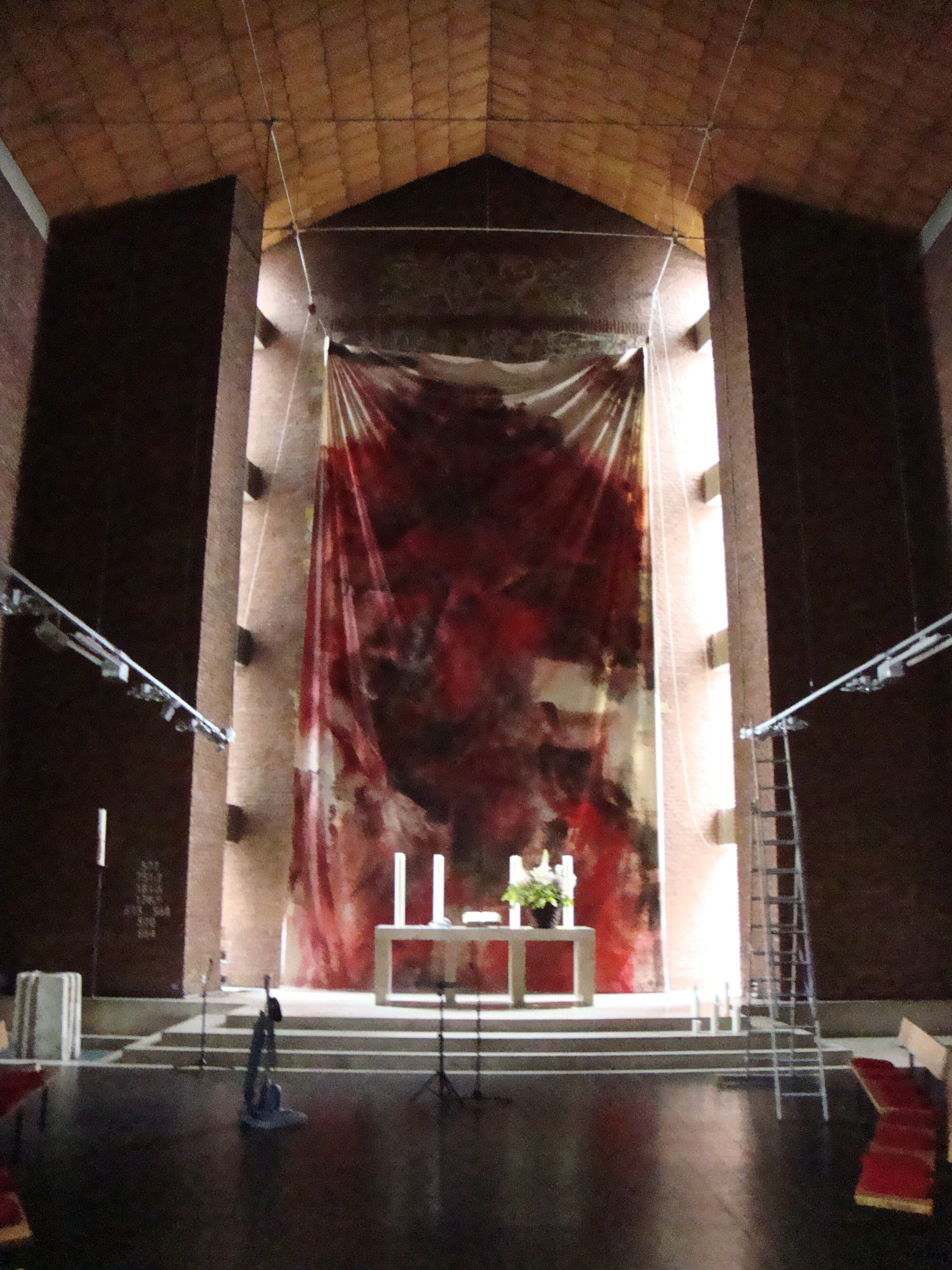
Innenansicht

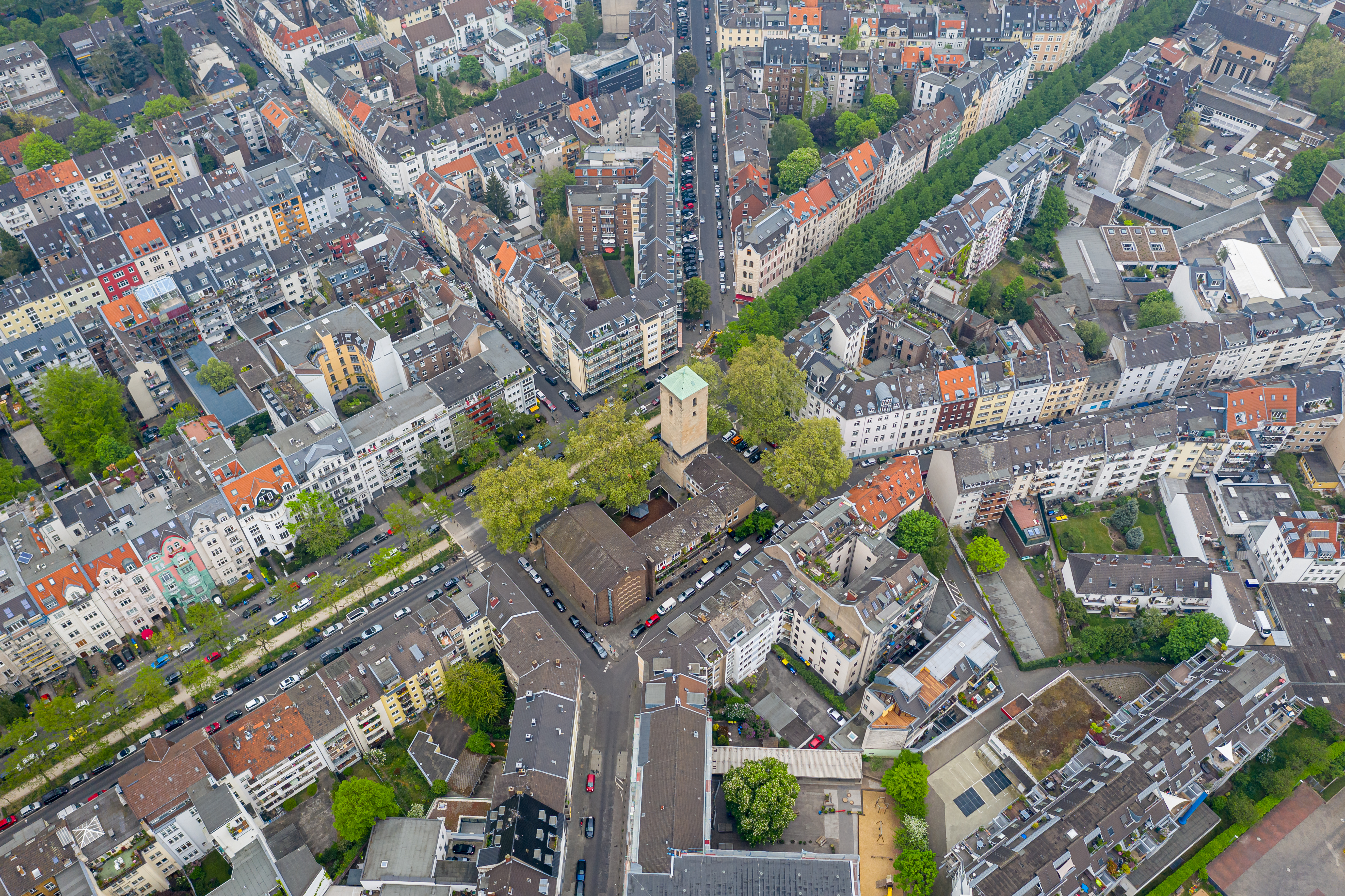
Lutherkirchplatz mit Lutherkirche in der Kölner Südstadt

Die Lutherkirche ist eine evangelische Kirche in der Kölner Südstadt. Die Kirche bildet einen eigenen Bezirk der Evangelischen Gemeinde Köln, die zum Kirchenkreis Köln-Mitte der Evangelischen Kirche im Rheinland gehört.

## Geschichte
Um die Jahrhundertwende belief sich die Zahl der evangelischen Einwohner innerhalb der Stadtumwallung – trotz Ausgliederung der Vorortgemeinden – auf fast 50.000 Menschen. Das Presbyterium entschloss sich, neben der Antoniterkirche, Trinitatiskirche und Christuskirche eine vierte Kirche im Süden des stadtkölnischen Gebietes zu errichten. Zu diesem Zweck schrieb es im Jahr 1902 einen Architektenwettbewerb aus. Zur Ausführung kam der mit dem 1. Preis ausgezeichnete Entwurf der Berliner Architekten Johannes Vollmer und Heinrich Jassoy. Mit den Fundamentierungsarbeiten wurde im Januar 1904 begonnen. Am 8. Mai 1904 fand die feierliche Grundsteinlegung statt.
Am 20. Mai 1906 erfolgte unter großer Anteilnahme der Gemeinde und in Anwesenheit des rheinischen Präses D. Hackenberg und vieler hoher Vertreter von Staat und Stadt die Einweihung.
Diese erste Kirche auf dem Martin-Luther-Platz war im Renaissancestil gebaut. Die Sitzreihen waren konzentrisch um den Altar angeordnet. Etwa 800 Gemeindemitglieder fanden im Kirchenschiff und auf der Empore Platz. Die Mittelachse der Kirche war einerseits durch Kanzel und Altar, die organisch miteinander verbunden waren, und andererseits durch die Orgel, die sich auf der gegenüberliegenden Empore befand, wirkungsvoll zur Darstellung gebracht.
Einen besonderen Schmuck der Kirche bildeten die beiden großen Fenster im Querschiff. Sie stellten – getreu dem Namen der Kirche – den „Reichstag zu Worms“ und die „Bibelübersetzung“ dar.
Der monumentale Turm – 65 m hoch – stand seitlich an der Kirche und bot für alle auf den Platz mündenden Straßen einen günstigen Blickfang. Als Material für die Fassaden von Kirche und Turm waren rheinischer Tuffstein und Pfälzer Sandstein gewählt. Die Baukosten beliefen sich auf 600.000 Mark.
Am 15. Oktober 1944 wurde die Lutherkirche von mehreren Bomben getroffen. Der Kirchbau wurde bis auf die Grundmauern zerstört. Nur der Turm stand noch, allerdings stark mitgenommen und seines Turmhelms beraubt. Das Metallgerüst stand noch bis mindestens 1955, wurde dann entfernt und durch ein Notdach ersetzt.
1964 erfolgte der Wiederaufbau unter Leitung des Trierer Architekten Heinrich Otto Vogel. In geschickter Ausnutzung der noch freien und der schon wieder bebauten Flächen gruppiert sich ein U-förmiges Gemeindezentrum um einen kleinen Kirchplatz in Form eines Atriums. Der Wiederaufbau der Lutherkirche konnte nicht mehr in der alten Größe und Pracht erfolgen. Der Kirchbau entstand in schlichtem, fast zurückhaltendem Handstrich-Ziegeln. Die Altarrückwand wurde von dem Mainzer Glaskünstler Alois Plum gemalt.

## Glocken

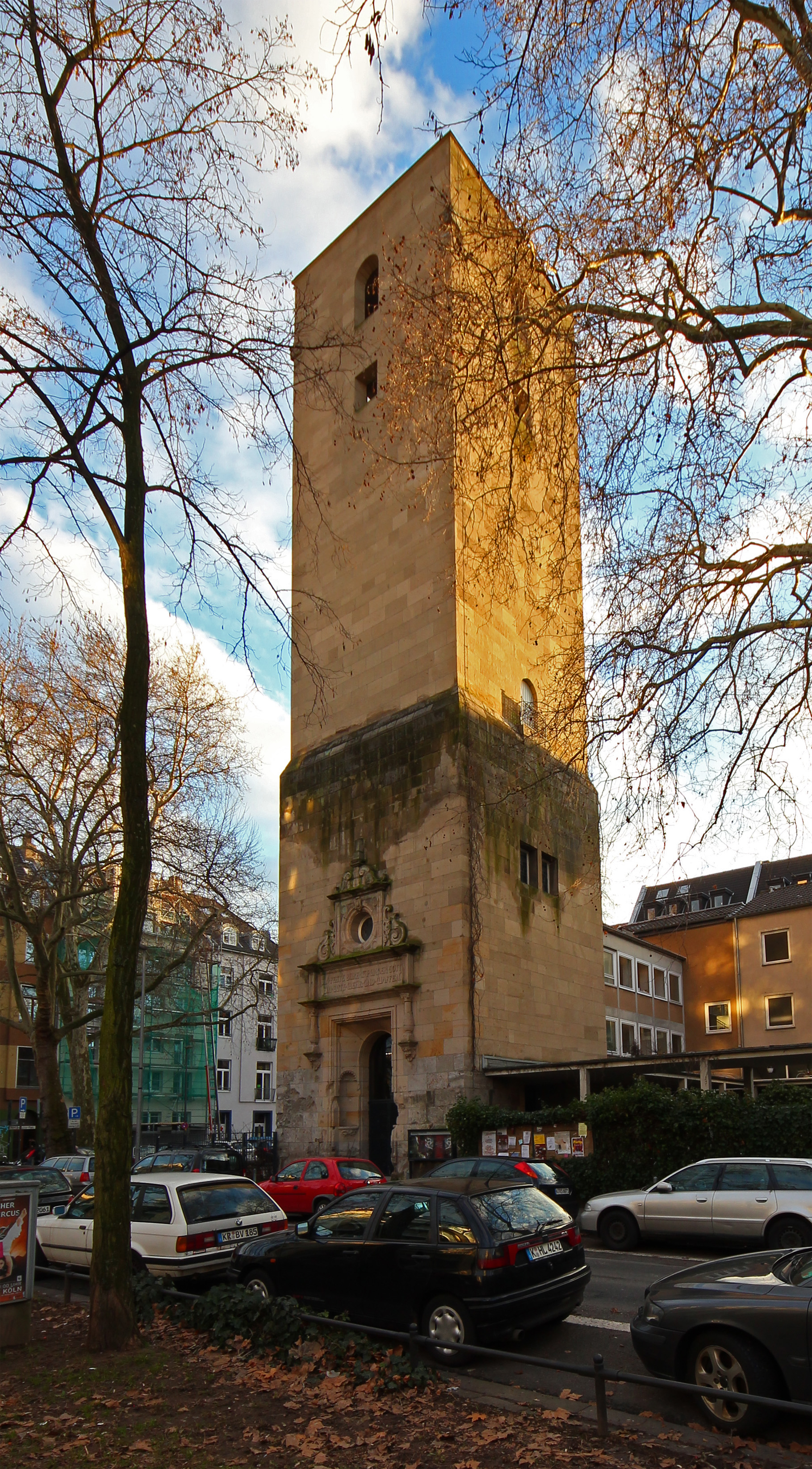
Turm

Das Geläut der Lutherkirche besteht aus sechs Glocken mit einem Gesamtgewicht von rund 6,8 Tonnen, wovon die drei größeren aus Gussstahl, die drei kleineren aus Bronze gegossen sind.
Die Stahl-Glocken tragen neben mehreren Zierstegen eine kleine Inschrift auf der Schulter:
GEG.V.BOCHUMER VEREIN I.BOCHUM 1923
Auf der vorderen Flanke ist jeweils einen Vers aus Martin Luthers bekanntem Choral Ein feste Burg ist unser Gott angebracht:
- Glocke 1 (Worms)

WORMS / UND WENN DIE WELT VOLL TEUFEL WÄR / UND WOLLT UNS GAR VERSCHLINGEN / SO FÜRCHTEN WIR UNS NICHT SO SEHR / ES MUSS UNS DOCH GELINGEN.
Die große Glocke trägt neben der Inschrift auf der gegenüberliegenden Seite der Flanke ein Wappen. Es ist das Familienwappen des Stifters des Vorgängergeläuts. Dies dürfte kunsthistorisch betrachtet nahezu einzigartig für Zierrat auf Stahlglocken sein. Unterhalb des Wappens ist folgende Inschrift angebracht: WAPPEN DER FAMILIE WILHELM VON RECKLINGHAUSEN /
STIFTER DES FRÜHEREN BRONZEGELÄUTS UNSERER KIRCHE.
- Glocke 2 (Speyer)

SPEIER / DAS WORT SIE SOLLEN LASSEN STAHN / UND KEINEN DANK DAZU HABEN.
- Glocke 3 (Augsburg)

AUGSBURG / EIN’ FESTE BURG IST UNSER GOTT / EIN’ GUTE WEHR UND WAFFEN.
Seit dem Jahr 2014 ist das Geläut sechsstimmig. Drei kleinere Bronzeglocken wurden von der Glockengießerei Maria Laach gegossen und in den Holzglockenstuhl gehängt. Sie tragen folgende umlaufende Inschriften:
- Glocke 4 (Osanna)

+ FUERCHTET EUCH NICHT + DENN SEHT ICH VERKUENDIGE EUCH GROSSE FREUDE DIE ALLEM VOLK WIDERFAHREN WIRD + EUCH WURDE HEUTE DER RETTER GEBOREN + DER GESALBTE DER HERR IN DER STADT DAVIDS + [Lk 2]
- Glocke 5 (Benedicta)

+ SIEHE DAS REICH GOTTES IST MITTEN UNTER EUCH + [Lk 17]
- Glocke 6 (Cantabona)

+ SELIG DIE HUNGERN UND DUERSTEN NACH DER GERECHTIGKEIT + SIE WERDEN SATT WERDEN + SELIG DIE BARMHERZIGEN + SIE WERDEN BARMHERZIGKEIT ERLANGEN + SELIG DIE FRIEDEN STIFTEN + SIE WERDEN SOEHNE UND TOECHTER GOTTES GENANNT WERDEN + [Mt 5]

### Technische Daten
| Nr. | Bezeichnung | Gießerei, Gussjahr              | Durchmesser (mm) | Masse (kg, ca.) | Schlagton (HT-1/16) |
| 1   | Worms       | Bochumer Verein, 1923           | 1.773            | 2.360           | h0 +4               |
| 2   | Speyer      | Bochumer Verein, 1923           | 1.490            | 1.430           | d1 ±0               |
| 3   | Augsburg    | Bochumer Verein, 1923           | 1.333            | 1.000           | f1 −5               |
| 4   | Osanna      | Br. Michael (Maria Laach), 2014 | 1.090            | 904             | g1 +7               |
| 5   | Benedicta   | Br. Michael (Maria Laach), 2014 | 966              | 623             | a1 +4               |
| 6   | Cantabona   | Br. Michael (Maria Laach), 2014 | 853              | 428             | c2 −7               |

## Kirchenmusiker
- Ferdinand Schmidt (1883–1952)